# Mayuko Hagiwara
Mayuko Hagiwara, (en japonès: 萩原麻由子, Maebashi, 16 d'octubre de 1986) és una ciclista japonesa, professional des del 2013 i actualment a l'equip Wiggle High5. S'ha proclamat campiona nacional diferents cops tant en ruta com en contrarellotge..

## Palmarès en ruta
- 2006
  - Medalla d'or als Jocs Asiàtics en ruta
  - 1a a la Volta a Okinawa
- 2008
  -  Campiona del Japó en contrarellotge
- 2009
  -  Campiona del Japó en contrarellotge
- 2010
  -  Campiona del Japó en ruta
  -  Campiona del Japó en contrarellotge
- 2011
  -  Campiona del Japó en ruta
  -  Campiona del Japó en contrarellotge
- 2012
  -  Campiona del Japó en ruta
  -  Campiona del Japó en contrarellotge
- 2014
  -  Campiona del Japó en ruta
  -  Campiona del Japó en contrarellotge
- 2015
  -  Campiona del Japó en ruta
  - Vencedora d'una etapa al Giro d'Itàlia
  - Vencedora d'una etapa al Tour de Bretanya
- 2016
  - Campiona d'Àsia en contrarellotge

## Palmarès en pista
- 2010
  - Campiona d'Àsia en puntuació